# 49272 Bryce Canyon
49272 Bryce Canyon este o planetă minoră (asteroid) din centura de asteroizi. A fost descoperită pe 27 octombrie 1998 la Goodricke-Pigott Observatory⁠(d) de Roy A. Tucker⁠(d). 
Obiectul prezintă o orbită caracterizată de o semiaxă mare de 2,6339224648855 UAi, o excentricitate de 0,2166, o înclinație de 12,45116 ° în raport cu ecliptica.